# Pascual Madoz Ibáñez

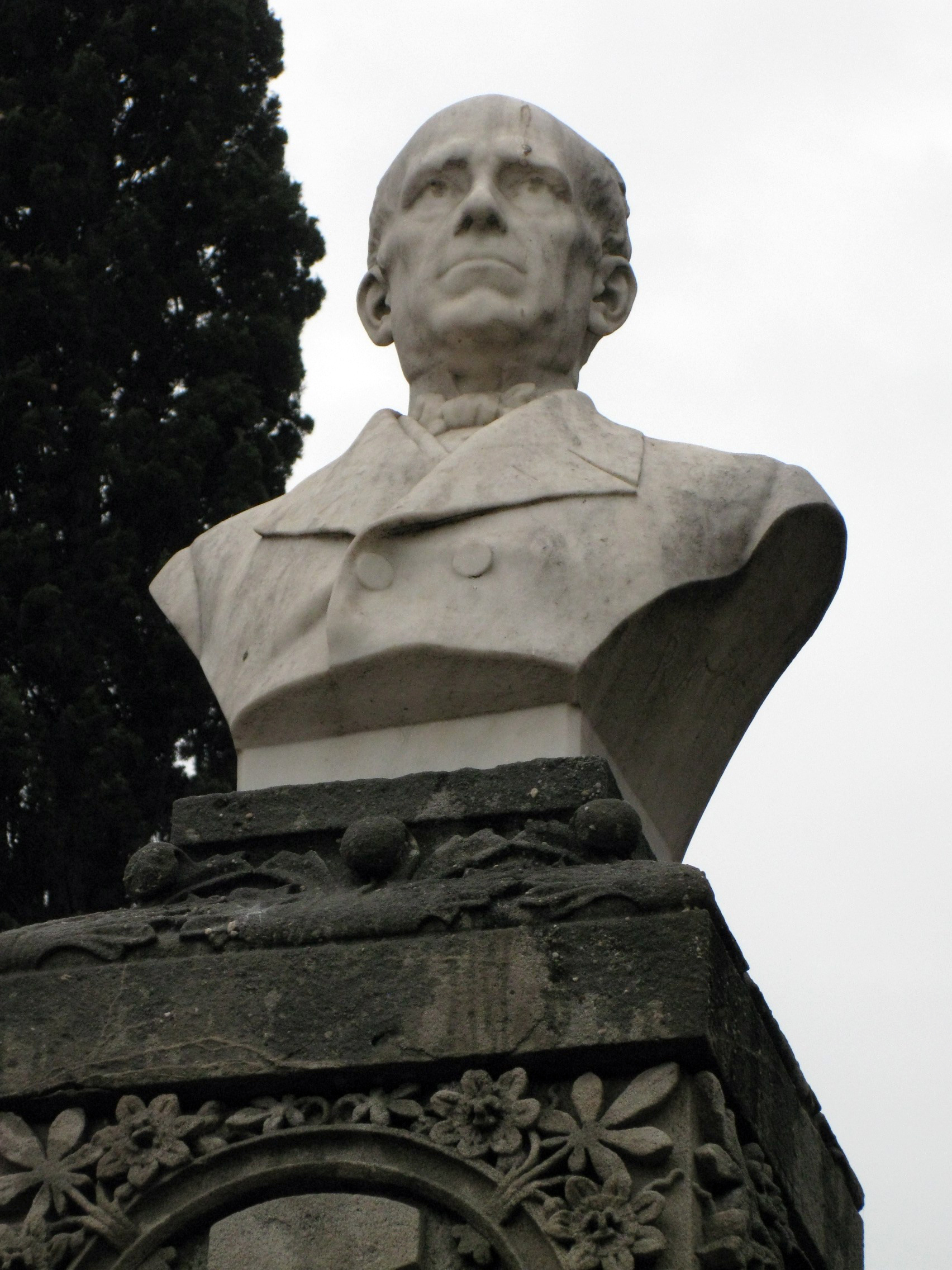
Bust de Pascual Madoz, de Rafael Atché, al Cementiri de Montjuïc

Pascual Madoz Ibañez (Pamplona-Iruñea 1806 - Gènova 1870) fou un polític espanyol de tendència liberal. Va ser diputat a les Corts Espanyoles i ministre d'Hisenda (1855). Madoz va impulsar una desamortització, que va afectar els béns dels ajuntaments, i la construcció del ferrocarril, que volia millorar les comunicacions i articular el mercat (1854-1856).
El 1854 el Consell General de les Valls d'Andorra li va atorgar la nacionalitat andorrana com a obsequi per haver format part de la comitiva enviada a Madrid per ajudar en el conflicte de les fronteres.

## Activitat política
Ja de molt jove, pren part a la revolució liberal de 1820. Defensa Montsó contra els francesos el 1823 i és fet presoner. Acaba els estudis de dret i marxa a França, on s'estableix a Tours, i torna a Espanya amb l'amnistia de Maria Cristina (1835).
Estudia dret per la universitat de Saragossa i exerceix com a advocat a Barcelona (1835); també dirigeix el diari d'oposició El Catalán. El 1837 és nomenat jutge i governador de la Vall d'Aran i lluita contra els carlins. Fou promotor del projecte del túnel de Viella, que no s'inicià fins a quasi 100 anys després.
El 1838 és elegit diputat per Lleida. El 1843 encapçala amb altres progressistes l'oposició a Espartero, i és nomenat Ministre d'Hisenda i jutge del Tribunal Suprem.
El 1844 és empresonat per uns mesos i després passa a l'oposició constitucionalista. En triomfar la revolució de 1854 és nomenat governador de Barcelona, i per la seva feina se li concedeix el títol de Comte de Tremp, al qual renuncia. És elegit diputat.
El 1855 és nomenat Ministre d'Hisenda, des d'on tindrà un paper fonamental en l'aprovació de l'enderrocament de les muralles de Barcelona que permetria desenvolupar el pla Cerdà. També fa aprovar el projecte de llei de desamortització de propietats eclesiàstiques, i després dimiteix i passa a l'oposició.
Encapçala la milícia nacional, que és desfeta pel govern, i marxa a l'estranger.
Triomfant la revolució de 1868 és nomenat governador de Madrid, però hi renuncia. S'oposa al govern provisional, però no a la candidatura d'Amadeu de Savoia, a la qual vota a favor, i és nomenat part de la delegació enviada a oferir-li el tron (1870). Com a part d'aquesta delegació va morir mentre era a Gènova (1870).

## Obres

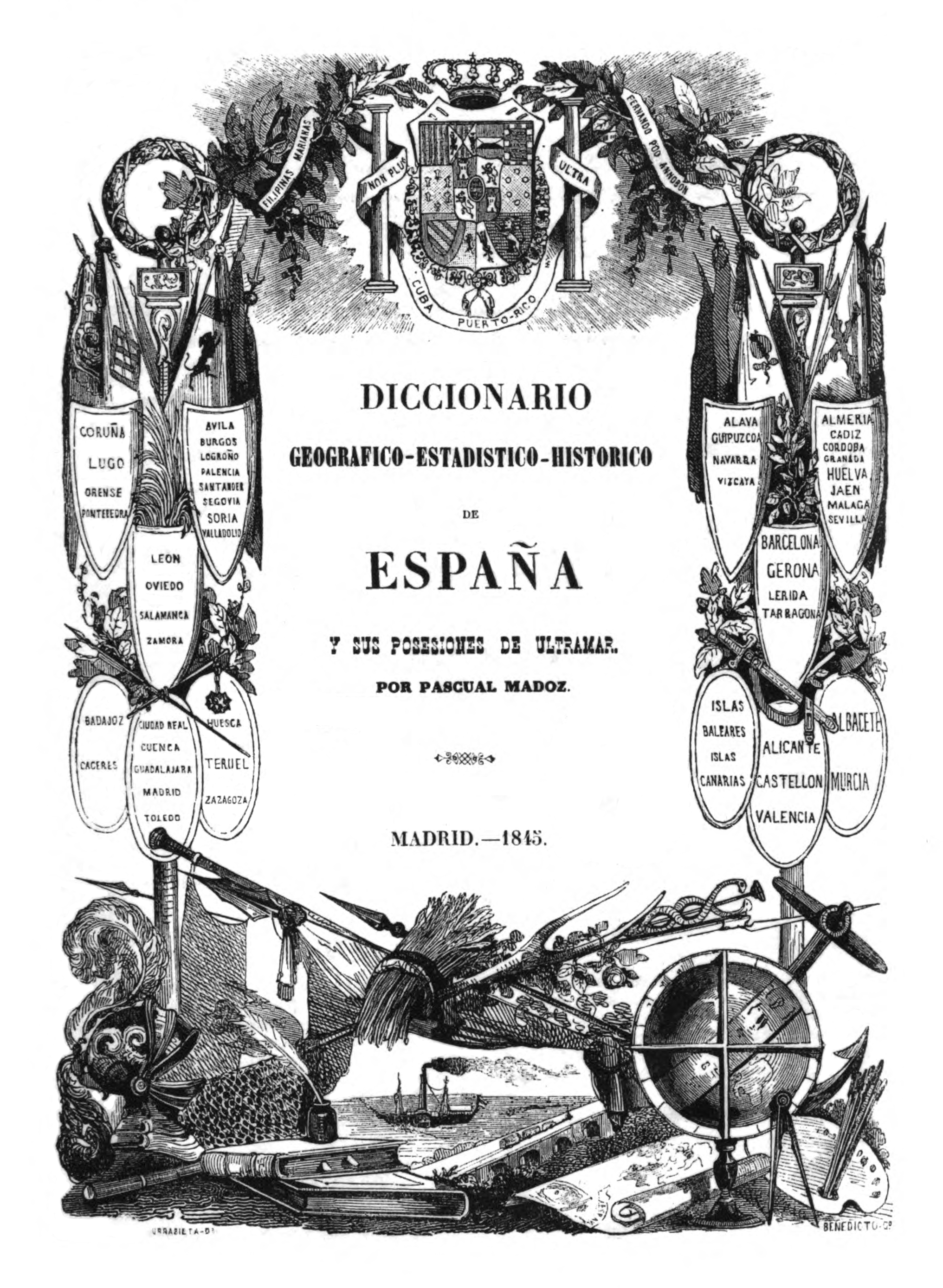
Diccionario geográfico-estadístico-histórico de España y sus posesiones de Ultramar (Madrid, 1845).

Entre les seves obres poden destacar-se:
- Diccionario geográfico universal (des de la lletra R) (Barcelona, 1829-34)
- Colección universal de cosas célebres (Madrid, 1840)
- Diccionario geográfico-estadístico-histórico de España y sus posesiones de Ultramar (Madrid, 1845-50)

L'any 1982, la Institució Alfons el Magnànim publicà en dos volums les entrades del diccionari de Madoz relatives al País Valencià, amb un pròleg de Rafael Aracil i Màrius Garcia Bonafé, i el 1985 l'editorial Curial de Barcelona va editar en forma de llibre les entrades corresponents a poblacions catalanes, amb un pròleg d'Antoni Pladevall i Font.